# Малая Терновка
Ма́лая Терно́вка (укр. Мала́ Терні́вка) — река на Украине, протекает по Харьковской области (Лозовский район) и Днепропетровской области (Юрьевский и Павлоградский районы). Впадает в Самару (приток Днепра). Длина реки — 55 км. Площадь водосборного бассейна — 738 км². Уклон — 0,90 м/км.

## Течение
Берёт начало в Лозовском районе в селе Новая Ивановка, течёт на юго-запад. У Кондратовки слева принимает крупнейший приток — реку Литовщина (15 км). Впадает в Самару западнее села Вербки, по правому берегу на её 112-м километре. Напротив устья, в лесном массиве, расположен санаторий Солнечный (ранее пионерлагерь).

## Населённые пункты
По порядку от истока к устью:
- Лозовский район: Новая Ивановка[2], Алексеевка[2], Николаевка[2], Марьевка[2];
- Юрьевский район: Кондратовка[2], Варламовка[2], Катериновка[2], Жемчужное[2], Бразолово[2], Юрьевка[2], Весёлая Горка[4], Призовое[4], Долина[4], Вербоватовка[4], Нижнянка[3];
- Павлоградский район: Морозовское[3].